# Алакулппи, Олави
Олави Алакулппи (фин. Olavi Alakulppi; 17 июля 1915, Рованиеми, Улеаборгская губерния — 19 августа 1990, Вашингтон) — финский лыжник, чемпион мира.

## Карьера
За свою карьеру выступал на трёх чемпионатах мира, на чемпионате 1939 года стал победителем в эстафетной гонке. На чемпионатах мира 1938 и 1950 годов стартовал в общей сложности в четырёх личных гонках, лучший результат — 18-е место в гонках на 18 км на обоих чемпионатах.
Принимал участие в боевых действиях на советско-финском фронте Второй мировой войны, был награждён Крестом Маннергейма. После войны иммигрировал в США, где так же был военным, вышел в отставку в 1968 году в звании подполковника. Во время службы в Западной Германии в 1950-х годах он командовал ротой и его личным шофёром был Элвис Пресли, который проходил там срочную службу. Умер в 1990 году, похоронен на Арлингтонском национальном кладбище. Его сын Веса Юхани Алакулппи, так же был военнослужащим, окончил Военную академию США и погиб на войне во Вьетнаме.